# Кук, Джон (писатель)
Джон Кук (англ. John Esten Cooke) (3 ноября 1830 — 27 сентября 1886) — американский романист, брат поэта Филиппа Кука. Участвовал в Гражданской войне в США в звании капитана кавалерии. Его романы посвящены описанию жизни в Виргинии. С 2000 года вручается премия Кука за художественные произведения о гражданской войне.

## Ранние годы
Джон Кук родился в долине Шенандоа, в городе Уинчестер. Он был одним из 13-ти детей Джона Роджерса Кука и Марии Пендлетон Кук. Он родился на фамильной плантации «Эмберс-Хилл». В 1838 году сгорело их поместье «Гленгери». Семья переехала в Чарльзтаун, а в 1840 году - в Ричмонд.
Согласно воле отца Джон начал изучать право, но финансовые трудности в 1849 году не позволили ему поступить в Вирджинский Университет. Он начал заниматься публицистикой и между 1848 и 1853 годами опубликовал несколько произведений. В 1854 году он начал писать и публиковать книги. В 1858 году умер его отец и Джон окончательно забросил юриспруденцию. Вскоре он стал известным новеллистом и в итоге написал 31 внигу и около 200 статей и поэм. В своих новеллах Кук изображал историю и современность штата Вирджиния - в частности, в произведении «Вирджинские комедианты» (1854) и позже в произведении о гражданской войне «Люди в сером» (The Wearing of the Gray).

## Произведения
- «The Virginia Comedians» (1854)
- «Leather Stocking and Silk» (1854)
- «The last of the foresters» (1856)
- «Henry St. John, Gentleman» (1859)
- «Surry of Eagle's Nest» (1866)
- «Hilt to Hilt» (1869)
- «Hammer and rapier» (1870)